# Корен-Беной (Курчалоївський район)
Корен-Беной (рос. Корен-Беной) — село у Курчалоївському районі Чечні Російської Федерації.
Населення становить 413 осіб. Входить до складу муніципального утворення Хіді-Хуторське сільське поселення.

## Історія
Згідно із законом від 20 лютого 2009 року органом місцевого самоврядування є Хіді-Хуторське сільське поселення.

## Населення
| 1990 | 2002 | 2010 |
| ---- | ---- | ---- |
| 279  | ↘149 | ↗413 |